# L'Épreuve de l'étranger
L'Épreuve de l'étranger : Culture et traduction dans l'Allemagne romantique est un livre écrit par Antoine Berman, publié en 1984.

## Portée
« [...] et nous avons presque
Perdu la langue à l'étranger. »

— Hölderlin, Mnémosyne, esquisse.
[réf. nécessaire]
L'inscription de cet ouvrage au programme d'un concours de recrutement de futurs chercheurs pour les années 2022 et 2023 atteste son éventuelle transformation en classique des sciences humaines. Il est vrai que L'Épreuve de l'étranger possède deux traits principaux d'un classique : d'une part, sa volonté de contribuer dans les années 1980 à fonder un nouveau regard sur la traduction, par l'essor d'une nouvelle science humaine, la traductologie ; d'autre part, sa haute exigence intellectuelle intrinsèque. De fait, le terme d'« étranger » doit être entendu en un sens large, comme l'auteur le précise dans la conclusion de son ouvrage : « Car la traduction n'est pas une simple médiation : c'est un processus où se joue tout notre rapport avec l'Autre ».
Dans la première perspective, L'Épreuve de l'étranger constitue une approche critique utile aux chercheurs, germanistes, comparatistes et traductologues qui peuvent s'intéresser, d'une part, à la réflexion anthologique d'auteurs allemands autour du romantisme, qui auraient écrit sur la traduction, et, d'autre part, à des propositions pour constituer la traductologie en science humaine, proche parente de la linguistique, mais distincte à son sens, comme proche de l'ethnologie ou de la psychanalyse. Dans cette optique d'une contextualisation par des auteurs de sciences humaines contemporaines, Antoine Berman propose d'amorcer une réflexion sur les Grundwörter ou mots fondamentaux de la psychanalyse comme de la philosophie, dans l'optique de Lacan pour Freud, ou celle de philosophes comme Wittgenstein, Popper, Quine, Gadamer ou, mieux Heidegger et « surtout Jacques Derrida ».
Mais, par là même, cette première perspective apparaît vite peu dissociable d'une seconde, où l'ambition de la traductologie ne se réduit pas à adopter quelques règles de traduction ou à dresser une histoire des traductions d'écrivains ou penseurs importants, mais consiste bien à cerner « la visée métaphysique de la traduction ». Le « rapport avec l'Autre », cité plus haut, ne revient pas alors à essayer de communiquer avec un étranger, en un sens élémentaire du titre, mais plutôt à faire l'épreuve de l'étrangeté inhérente à « la richesse ''hétérologique'' de la langue d'arrivée ». Car, pour Berman, la traduction ne doit surtout pas vouloir acclimater l'Autre, rabattre l'Autre sur le Même. Tout au rebours, elle doit rechercher les textes qui cultivent en eux une forme d'altérité au sein de leur propre langue et, grâce à la part d'altérité de l'autre œuvre dans l'autre langue, cultiver l'altérité intrinsèque à sa propre langue. Cette quête d'altérité fait de la traduction une activité utopique : « Qu'est-ce qui, dans l'œuvre, rend possible, nécessaire et pleine de sens la traduction, tout en la rendant en même temps superflue, absurde et impossible, tout en en faisant l'une des utopies majeures de l'activité littéraire et langagière ? » En somme, L'Épreuve de l'étranger constitue une contribution à l'histoire de la traduction en langue allemande et, par là, participe à la création d'une science humaine autonome. Cependant, d'ancillaire, la traduction devient une activité centrale, pleinement créatrice, parce qu'elle révélerait la vérité du fonctionnement littéraire, voire métaphysique du langage, à savoir une épreuve de l'altérité.

## Résumé des chapitres
Le premier chapitre, intitulé « Luther ou La traduction comme fondation », présente des rappels historiques sur le rôle de Martin Luther dans la création d'une langue allemande unifiée à partir de sa Mundart ou dialecte, à savoir le Hochdeutsch. Pour ce faire, il procède à « un subtil travail d'épuration, de dédialectisation de cette langue ». En outre, il s'adonne à une Verdeutschung ou germanisation de la Bible. Luther fonde ainsi la langue allemande moderne, entreprise à quoi Nietzsche rend encore hommage dans un extrait de Par-delà le Bien et le Mal cité en exergue du chapitre. Surtout, A. Berman précise que le théologien s'est ainsi confronté aux « apories fondamentales de la traduction, et [à] l'intuition de ce qu'il est possible et nécessaire de faire à un moment historique donné ». En effet, si une étrangeté est recherchée, il s'agit de ne pas trop germaniser la Bible, en particulier les tours hébraïques et, à l'inverse, il sied de ne pas pousser trop loin la « flexibilité » ou « versatilité » de la traduction, ce que le traducteur risque de faire s'il exagère les emprunts étrangers. Ce faisant, le premier chapitre sert en quelque sorte d'exemple pratique pour les difficultés rencontrées ensuite, mais surtout de « fondation », ce qui explique sa présence dans un ouvrage centré sur le romantisme allemand.
Le deuxième chapitre, intitulé  « Herder : fidélité et élargissement », se penche sur la double exigence d'Erweiterung ou élargissement de la langue-cible comme de la culture associée, tout en manifestant de la Treue ou fidélité au texte traduit. Sont sollicités divers auteurs de la seconde moitié du XVIIIe siècle, mais surtout Johann Gottfried von Herder, qui s'oppose aux traductions dites à la française comme à ce que Berman nomme « un certain pragmatisme issu des tendances les plus plates de l'Aufklärung ». La traduction à la française, infidèle au texte original, est ainsi illustrée par une défense des belles infidèles par l'académicien Charles-Pierre Colardeau dans l'avertissement qui précède sa traduction de la Seconde Nuit d'Edward Young : « S'il y a quelque mérite à traduire, ce ne peut être que celui de perfectionner, s'il est possible, son original, de l'embellir, de se l'approprier, de lui donner un air national, et de naturaliser, en quelque sorte, cette [production] étrangère. » Pour sa part, Herder préférerait que la langue allemande restât « semblable à une jeune vierge », mais il se félicite que, « encore privés de public et de patrie, encore libres de la tyrannie d'un goût national », les Allemands puissent élargir leur langue et leur culture par l'œuvre d'un traducteur de génie qui restituerait Homère en allemand : « le traducteur, lui, doit être un génie créateur s'il veut satisfaire son original et sa langue ».
Le processus d'Erweiterung est précisé dans le troisième chapitre, soit « La Bildung et l'exigence de la traduction ». Le terme même de Bildung ne peut qu'en première approximation « être considéré comme le doublet germanique du mot Kultur, d'origine latine ». Synonyme, en un sens simple, d'image, le terme Bild est au cœur d'un paradigme morphologique très fécond et sollicité dans le débat sur la Bildung tel que le rapporte Berman. Y dominent les sèmes de l'image et de la forme : Urbild, Vorbild, Vorbildlichkeit, Einbildungskraft, Bildsamkeit ou encore Ausbildung, dont Bildung est assez proche. Ainsi Bildung signifie formation en un sens premier, mais fait peu ou prou résonner l'idée de modèle exemplaire à imiter. Le paradoxe de la notion de Bildung  réside à la fin du XVIIIe siècle allemand dans le fait, d'une part, que « [l]a Bildung est toujours un mouvement vers une forme, vers une forme qui est une forme propre » et, d'autre part, qu'elle est « voyage, Reise, ou migration, Wanderung [… et] en tant que voyage [...] expérience de l'apparente altérité radicale ». Ainsi le propre se constitue dans la confrontation avec l'altérité, mais par elle et, en quelque façon, en elle. Participant de la Bildung, la traduction ne saurait se réduire, comme les belles infidèles, à « un rapport d'appropriation » ou à « la simple annexion ou réduction de l'autre au même ». Au contraire, la Bildung se fait « aussi bien un devenir-même de l'étranger qu'un devenir-étranger du même » (p. 76). C'est pourquoi la « grécisation de la langue poétique allemande » par la traduction et l'imitation passe pour un bienfait. Ce faisant, la traduction peut devenir essentielle à la Bildung. Reste que, comme dans le Bildungsroman de Goethe Die Wanderjahre des Wilhelm Meisters, l'ouverture à l'altérité doit connaître des limites. Enfin, quant à la constitution de l'individu par l'altérité, Berman établit la parenté entre la traduction, le roman et la préférence accordée au latin sur le grec chez les romantiques de l'Athenäum.
Le quatrième chapitre, intitulé « Goethe : traduction et littérature mondiale » est centré sur la notion goethéenne de Weltliteratur ou littérature du monde, qu'il serait en l'occurrence plus pertinent de traduire par littérature internationale, eu égard au sens que Goethe lui confère, ainsi que le résume Berman : « C'est l'âge où ces littératures ne se contentent plus d'entrer en interaction (phénomène qui a toujours plus ou moins existé) mais conçoivent ouvertement leur existence et leur déploiement dans le cadre d'une interaction sans cesse intensifiée ». Toutefois Goethe oscille entre deux attitudes : « promouvoir une inter-traduction généralisée, ou considérer la langue et la culture allemande comme le médium privilégié de la littérature mondiale ».
Le chapitre suivant ouvre le bloc des chapitres 5 à 9, consacrés au premier romantisme autour de l'Athenäum. La question de la traduisibilité généralisée prend un tour nettement plus abstrait dans le chapitre 5, au point que Berman consacre la dernière page à résumer en cinq points les acquis dudit chapitre. Au fil du propos, divers nœuds de la spéculation romantique sont ainsi mis en avant : à la suite des travaux d'Emmanuel Kant la notion d'âge critique de la pensée, qui conduirait à une forme d'auto-réflexion de la poésie ; la place du Witz et de l'ironie dans la connaissance ; une Erweiterung ou élargissement à l'infini de la poésie, qui est aussi une Potenzierung ou potentialisation et élévation, mouvement qui aboutit de jure à la disparition de toute extériorité à la pensée, dont la finalité est encyclopédique et le mode de circulation ce que Novalis nomme la « versabilité infinie de l'entendement cultivé », si bien que syncrétisme et éclectisme s'unissent dans le raisonnement subjectif. La toute-fin du chapitre pose la question de la comparaison entre cette pensée de la réduction au Même et la traduction, au sens restreint de la traductologie.
Le chapitre 6 oppose langage naturel et langage de l'art dans le romantisme de Iéna soit, respectivement, Natursprache et Kunstsprache. L’opposition se caractérise par deux usages du langage, mais qui confinent à deux essences distinctes. Celle-ci s'oppose à celle-là en privilégiant la forme sur le contenu, la langue écrite, fixe, sur la langue orale, plus instable, en préférant une illisibilité fondamentale à une illisibilité provisoire, toujours décodable, et, ce faisant, élevant la langue à ce que Novalis nomme « le mystère », soit « l'état de dignité ». Convoquant la façon dont Michel Foucault caractérise la littérature dans Les Mots et les Choses par une intransitivité radicale et celle qu'a Mikhaïl Bakhtine de distinguer monologisme et dialogisme, Berman en vient à proposer de renoncer à la thèse monologique pour saisir la traduction comme « la venue vers l'œuvre d'une dimension dialogique sui generis ».
De fait, le chapitre 7, baptisé « La théorie spéculative de la traduction », s'intéresse aux spéculations de Novalis et de Friedrich Schlegel, entre autres au sujet des traductions entreprises par le frère de ce dernier, August Wilhelm Schlegel. Le paradoxe résiderait dans le fait que la traduction de Shakespeare par ce dernier, parce qu'elle manifesterait un usage réflexif et critique du langage, constituerait une œuvre plus haute que l'original : « Toute Ubersetzung [sic] est un mouvement dans lequel l'Über est un mouvement potentialisant » (172). Une seconde partie du chapitre est consacrée à la perte de l'idéal de la traduisibilité universelle dans le second romantisme allemand, à l'instar de la thèse soutenue dans le roman Godwi de 1801, où Clemens Brentano soutient le caractère plus ou moins traduisible des œuvres, qui confinerait à l'intraduisibilité radicale de la poésie italienne, ce que conteste Berman. Le chapitre 8 prolonge des remarques du précédent et précise par menues touches de façon corollaire la conception de la littérature et celle que la traduction que défend Berman : « plus elle est traduisible, plus elle est intraduisible »
« Car l'œuvre appelle les entreprises critiques et herméneutiques, fonde leur nécessité, mais en même temps s'y dérobe, les voue à l'inachèvement éternel. » Le neuvième chapitre illustre cette difficulté à propos du frère de F. Schlegel, un si remarquable traducteur que ses traductions de Shakespeare sont encore utilisées sur les scènes allemandes dans les années 1980. Pour August Wilhelm Schlegel, en effet, tout, même la poésie serait traduisible en principe. En dépit d'un désir de fidélité au texte shakespearien, jusque dans ce qui peut sembler constituer des défauts, les traductions d'A. W. Schlegel tendraient cependant à gommer toute oralité trop crue. Ce faisant, le romantisme allemand accepterait l'étranger, mais en voulant estomper toute étrangeté tenue pour excessive, ce que déplore Berman.
La seconde partie du chapitre suivant creuse cette question à partir de la pensée de Wilhelm von Humboldt. Certes le savant, entre autres auteur d'une traduction de l'Agamemnon d'Eschyle, défend l'idée d'une idiosyncrasie des langues, y compris pour le vocabulaire concret, par exemple la désignation du cheval. Toutefois, il n'en prône pas moins un art de la traduction qui fasse ressentir l'étranger, soit das Fremde, mais non une étrangeté, die Fremdheit. Là contre, Berman propose de distinguer une « étrangeté inauthentique » de la traduction, par goût d'une forme de pittoresque exotique facile, d'une « étrangeté authentique », qu'il s'agirait de restituer. Cette distinction justifie le développement consacré à Schleiermacher dans la première partie de ce chapitre 10. La théorie de la compréhension élaborée par ce dernier oppose l'interprétariat, qui concerne le langage conçu comme moyen transparent de communication, de l'interprétation vraie, constituée en herméneutique, ce dont relève pour une part la traduction. Dans cette optique, Schleiermacher distingue une traduction ethnocentrique d'une traduction non-ethnocentrique.
Le dernier chapitre propose alors une illustration de celle-ci à travers le cas du poète Hölderlin, qui, dans ses traductions du grec, annoncerait la problématique moderne de la traduction, toutefois déjà amorcée dans le premier chapitre avec le cas de Luther. Berman convoque ainsi un commentaire par Martin Heidegger du poème Mémoire d'Hölderlin, afin de problématiser la question : « l'épreuve de l'étranger et l'apprentissage du propre ». De fait, Hölderlin évite les travers de la traduction ethnocentrique en grécisant l'allemand. Mais, en réalité, il cultive les sens étymologiques, archaïques, en grec comme en Hochdeutsch, à côté duquel il fait entendre aussi l'apprentissage de ce propre qu'est son dialecte souabe. Il se joue là une profonde instabilité linguistique, qui préfigurerait la schizophrénie du poète. Berman en infère l'analyse suivante : « La traduction apparaît comme l'un des lieux où s'affrontent mesure et démesure, fusion et différenciation - comme un lieu de danger (la confusion des langues), mais aussi de fécondité [...] la traduction appartient à l'espace différenciant du poétique, espace qui peut être aussi bien celui de la confusion des langues que celui de leur délimitation. »

## Influence
Ce livre a été très influent parmi les intellectuels.
Dans leur livre Traduire Freud, André Bourguignon, Pierre Cotet, Jean Laplanche et François Robert, en donnant des orientations scientifiques et techniques sur la traduction, mentionnent ce livre de Berman ; ils considèrent que, à la lumière des discussions approfondies qui agitèrent l'Allemagne à l'époque « romantique », et quelles que soient les différences entre Herder, Goethe, Schlegel, Novalis, Hölderlin, Humboldt ou Schleiermacher, la « théorie allemande » de la traduction se construit consciemment contre les traductions « à la française ».